# Daw Ei Ei Khin Aye

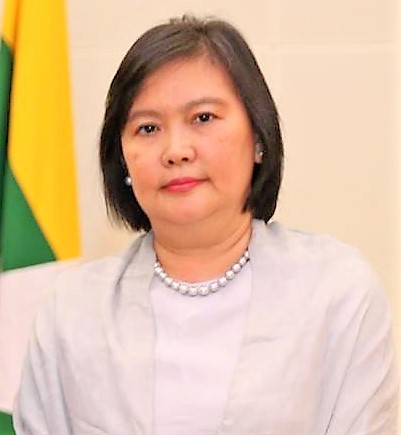
Daw Ei Ei Khin Aye (2018)

Daw Ei Ei Khin Aye ist eine myanmarische Diplomatin.

## Werdegang
Daw wurde am 5. Juli 2017 zur Nachfolgerin von U Aung Htoo als Botschafterin Myanmars in Indonesien ernannt. Bis dahin war Daw Stellvertreterin des Ständigen Vertreters Myanmars bei den Vereinten Nationen in New York. Ihre Akkreditierung übergab Daw am 12. September an den indonesischen Präsidenten Joko Widodo.
Am 28. Februar 2018 wurde Daw zusätzlich auch zur myanmarischen Botschafterin in Osttimor ernannt. Am 21. Juni 2018 übergab Daw ihre Akkreditierung an Osttimors Staatspräsidenten Francisco Guterres.